# 八道勉
八道 勉（やじ つとむ、1926年5月10日 - 2013年12月30日 ）はアメリカ合衆国ハワイ準州（Territory of Hawaii）出身の元プロ野球選手。日系二世。

## 来歴・人物
フェリントン高等学校の先輩である小島勝治と共に、1952年にハワイから、ハワイの野球チーム（ハワイレッドソックス）の選手として来日した。その後、西鉄ライオンズに入団。最初はビリー・ワイヤットの控えだったが、ワイヤットの故障（右手親指骨折）によりレギュラー獲得。5月15日の近鉄戦では、五井孝蔵投手から初回先頭打者本塁打を放った。俊足・巧打の選手で主に1番を打ち、夏場に調子を上げたが、間もなく自身も故障。ワイヤットに再びレギュラーの座を奪われ、1952年限りで退団した。
尚、自身が付けていた背番号7は、翌年から豊田泰光が付けた。豊田は週刊ベースボール上の自身が連載している記事「豊田泰光のオレが許さん!」にて、「八道さんは、あの”ウォーリー”与那嶺要さんと同じ高校で1年先輩。与那嶺さんが前年途中に巨人で背番号7を付けて颯爽とデビューしたのを見て、背番号7を付けたかった。球団側も与那嶺と一緒の番号で、という意向だった」と記している。

## 詳細情報

### 年度別打撃成績
| 年 度     | 球 団     | 試 合 | 打 席 | 打 数 | 得 点 | 安 打 | 二 塁 打 | 三 塁 打 | 本 塁 打 | 塁 打 | 打 点 | 盗 塁 | 盗 塁 死 | 犠 打 | 犠 飛 | 四 球 | 敬 遠 | 死 球 | 三 振 | 併 殺 打 | 打 率 | 出 塁 率 | 長 打 率 | O P S |
| --------- | --------- | ----- | ----- | ----- | ----- | ----- | -------- | -------- | -------- | ----- | ----- | ----- | -------- | ----- | ----- | ----- | ----- | ----- | ----- | -------- | ----- | -------- | -------- | ----- |
| 1952      | 西鉄      | 55    | 140   | 125   | 19    | 28    | 7        | 0        | 1        | 38    | 12    | 7     | 2        | 1     | --    | 14    | --    | 0     | 16    | 2        | .224  | .302     | .304     | .606  |
| 通算：1年 | 通算：1年 | 55    | 140   | 125   | 19    | 28    | 7        | 0        | 1        | 38    | 12    | 7     | 2        | 1     | --    | 14    | --    | 0     | 16    | 2        | .224  | .302     | .304     | .606  |

### 背番号
- 7（1952年）